# Presse audio
 (mars 2011).
Si vous disposez d'ouvrages ou d'articles de référence ou si vous connaissez des sites web de qualité traitant du thème abordé ici, merci de compléter l'article en donnant les références utiles à sa vérifiabilité et en les liant à la section « Notes et références ».
La presse audio désigne la version audio de magazines ou journaux. 

## Historique
Au départ, ces versions étaient principalement destinées à des personnes mal-voyantes mais aujourd'hui avec l'évolution des technologies, la version audio intéresse un public beaucoup plus large[réf. nécessaire] (l'écoute se fait sur ordinateurs, baladeurs, tablettes... et cette version audio permet donc d'écouter la presse en voiture, dans les transports en commun, en faisant du sport, en cuisinant...).
Répondant aux attentes actuelles d'accessibilité au plus grand nombre et de développement durable[réf. nécessaire], en complément de la version papier ou numérique, la presse audio commence seulement à s'affirmer en France alors qu'elle est déjà bien développée dans de nombreux pays[Lesquels ?].

## Principaux acteurs du secteur
- Transcription par voix humaine :  les éditions ESOPE - http://www.esope-editions.com/
- ESOPE Editions est un studio d'enregistrement pour toutes les transcriptions audio : les livres audio et les magazines en version audio. Tout public est concerné. Esope Editions offre une version sonore de qualité. Les magazines peuvent être embarqués dans votre véhicule. ESOPE Editions accompagne les collectivités, les entreprises dans la sonorisation de leurs vidéos, leurs chroniques, leurs publicités... Esope Editions, c'est aussi l’adaptation des textes vers l'accessibilité.
- Transcription par voix de synthèse : vocale presse - http://fr.vocalepresse.com/
- Des bibliothèques sonores proposent aussi la presse audio aux personnes mal-voyantes.